# Троцкий, Илья Маркович
Илья Маркович Троцкий (10 июня 1879, Ромны, Полтавская губерния, Российская империя — 5 февраля 1969, Нью-Йорк, США) — журналист, редактор, общественный деятель, мемуарист.

## Биография
Сын Мордуха Иегонусоновича Троцкого (из Новогрудка). Учился в Роменском реальном училище, Екатеринославском Высшем горном училище и Венском Политехническом институте, где был вольнослушатель машиностроительного факультета.
В 1900-х годах публиковался в российской периодике «Крымский вестник», «Русь», «Рассвет» и «Русское слово». С 1906 год жил за границей, сначала в Австрии (Вена), затем в Германии (Берлин). Публиковал свои заметки в немецкоязычной печати, занимался переводческой деятельностью. В 1912—1914 годах издавал в Берлине русскоязычную газету «Заграничные отклики».
В 1909—1917 годах был корреспондентом газеты «Русское слово»: до 1914 г. — в Берлине, затем в Скандинавии. С 1914 по 1920 год жил в Копенгагене и Стокгольме, затем вновь в Берлине. Сотрудничал в эмигрантских изданиях — в берлинских газетах «Дни» (с 1926 г. газета выходила в Париже), «Руль», а также в парижской газете «Последние новости», рижской «Сегодня» и др. В 1933 году публиковал в «Сегодня» репортажи из Стокгольма о мероприятиях в связи с присуждением Ивану Бунину Нобелевской премии по литературе.
Вёл разностороннюю общественную работу. Председатель Скандинавского центрального комитета помощи пострадавшим от войны евреям, член Общественного комитета по организации помощи голодающим в России, член Союза русских писателей и журналистов в Берлине, с 1925 года — председатель ревизионной комиссии и член Правления этого Союза. В политическом плане был «народный социалист». Член Республиканско-демократического объединения, сотрудник еврейских организаций Джойнт, ОРТ, ОЗЕТ.
Сотрудничал с берлинским издательством Ульштейн-Пропилеи (Ullstein-Propyläen Verlag). После 1933 года жил в Копенгагене и Париже, занимался журналистикой, печатался в газете «Paris-Soir». В 1937 году был принят в парижскую масонскую ложу «Свободная Россия» Великого востока Франции.
В 1935 году получил от ОРТ и ОЗЕ назначение, быть их представителем в Аргентине, где основал отделения этих организаций в Южной Америке. С 1939 г. постоянно жил в Буэнос-Айресе. Сотрудничал с местными еврейскими периодическими изданиями на идиш «Идише цайтунг» («Еврейская газета»), «Der shpigl» («Зеркало»), был редактором «Антологии еврейских поэтов Аргентины».
В 1946 году поселился в Нью-Йорке. Занимался литературной и общественной деятельностью. Работал в нью-йоркской газете «Новое русское слово», там же публиковал свои статьи на русском языке. Печатался так же нью-йоркской прессе на идише — «Форвертс» (Вперед), «Цукунфт» («Будущее»), «Моргн-журнал» («Утренний журнал»), «Дер тог» («День»), «Дер американер» («Американец») и аргентинской немецкоязычной газете «Jüdische Wochenscha». Участвовал в работе Союза русских евреев, был секретарем правления Литературного фонда.
Автор воспоминаний о знаменитых литераторах и общественных деятелях первой половины XX в., опубликованных в периодической печати («Дни», «Новое русское слово», «Сегодня»).
Архив И. М. Троцкого хранится в нью-йоркском Институте еврейских исследований YIVO (Ilya Trotsky, RG 577).